# Olešnický potok (Divoká Orlice)
Der Olešnický potok ist ein rechter Zufluss der Wilden Adler (tschechisch Divoká Orlice) in Tschechien.

## Verlauf
Der Olešnický potok entspringt nordwestlich von Uhřínovice an der Stojavka (413 m n.m.) im Adlergebirgsvorland. Auf seinem Oberlauf fließt der Bach mit südöstlicher Richtung durch Uhřínovice, danach wendet er sich nach Süden und fließt östlich an Lično vorbei. Sein weiterer Lauf führt durch Hoděčín, wo der Bach im gleichnamigen Teich angestaut wird, sowie vorbei an Olešnice und Paseky nach Čestice. 
In Čestice wird der Olešnický potok zunächst von der Bahnstrecke Chlumec nad Cidlinou–Międzylesie überbrückt und wird dann in die Alba▼ eingeleitet. Am Česticer Wasserteiler▼ wird die Durchflussmenge der Alba auf 0,45 m³/s begrenzt, und das überschüssige Wasser wieder an den Olešnický potok abgegeben. Der Bach unterquert dann die Silnice I/11 und mündet am unteren Ortsende von Čestice in die Wilde Adler. 
Der Olešnický potok hat eine Länge von 11,7 km, die Einzugfläche beträgt 23,5 km².